# ニールス・フィンセン
ニールス・リーベング・フィンセン（Niels Ryberg Finsen, 1860年12月15日 - 1904年9月24日）はデンマーク・フェロー諸島の内科医、科学者。1903年、疾患の治療への貢献、特に尋常性狼瘡への光線治療法により、医学に新しい道を開いたことを評し、ノーベル生理学・医学賞が授与された。彼がデンマーク人で最初のノーベル賞受賞者である。

## 来歴
フェロー諸島のトースハウンにて四人兄弟の二人目として生まれた。1864年、彼が4歳の時、母親が他界し、父親は母親の従兄弟と結婚し、六人の子供を持った。1871年、父親がフェロー諸島の知事となる。彼は初期の教育をトースハウンで受けたが、1874年、デンマークの寄宿学校Herlufsholmに送られた。ここは彼の兄も学んだところであった。彼は兄と異なり、学校生活は厳しい物であり、校長から「良い心の少年だが、技術も能力も低い。」との評価を受けた。この評価は後の彼の研究及び調査と正反対となっている。低い成績の結果、1876年、父の母校であるレイキャヴィークのLærði skólinnに入学した。ここで学んでいる間に彼の成績は急上昇した。
1882年、コペンハーゲンに引っ越し、コペンハーゲン大学にて医学を学び、1890年、卒業した。卒業後、コペンハーゲン大学の死体解剖者（en:prosector）となった。三年後、研究に専念するためにこの仕事を辞めた。1898年、教授となり、1899年、デンマークのナイトとなった。
1896年、フィンセン研究所が設立され、彼が所長に就任した。後にコペンハーゲン大学病院に合併され、現在、タンパク質分解を専門とする癌研究所として著名である。
1880年代中頃から、健康状態は悪化した。彼は心臓病の徴候がでており、腹水や一般的な病弱に苦しんだ。この病気が彼の身体を無力にしたが、心は健在で、最後の年には車いすにもかかわらず、医学に大きな貢献を行った。
抗生物質の到来により、日光である種の疱瘡や結核を治すという治療法は使われなくなった。また、彼の科学的な研究の大部分は、今日忘れ去られている。しかし彼が証明した日光の特定の波長が特性を回復させるという概念は、今日の癌の放射線療法に残っている。
また、彼がノーベル賞受賞時に言及した、日光の殺菌作用の発見者Arthur Henry DowensとThomas Porter Bluntは、現在フリーラジカルの発見者として再評価されている。
トースハウンには、彼の記念館があり、大通りの一つは彼の名前が付いている。